# Kibar Feyzo
Kibar Feyzo ist ein türkischer Film aus dem Jahre 1978. Regie führte Atıf Yılmaz. Das Drehbuch zu der sozialkritischen Komödie schrieb İhsan Yüce. In der Hauptrollen spielten Kemal Sunal, Şener Şen, İlyas Salman und Adile Naşit.

## Handlung
Der Film beginnt mit einer Gerichtsverhandlung. Der Angeklagte Feyzo steht vor Gericht, weil er den Ağa des Dorfes erschossen hat. Auf die Frage nach dem Motiv der Tat, erzählt Feyzo die ganzen Geschehnisse, die seit seiner Rückkehr vom Wehrdienst vorgefallen sind.
Er will um die Hand von Gülo anhalten, dazu braucht er die Erlaubnis ihres Vaters. Bilo, der zur gleichen Zeit vom Wehrdienst zurückkehrt, möchte Gülo ebenfalls heiraten. Hier wittert der Vater seine Chance, ein hohes Brautgeld für Gülo zu bekommen. Entgegen der Tradition lädt der Vater Feyzo und Bilo gleichzeitig zu sich nach Hause ein, um bei ihm um die Hand seiner Tochter anzuhalten. Aus einer für gewöhnlich andächtigen Tradition wird eine wilde Bazarszene, bei der sich beide Kontrahenten versuchen gegenseitig zu überbieten. Am Ende geht Feyzo als Gewinner dieses Brauthandels hervor, was Gülo sehr freut. Da es sich hierbei um eine sehr hohe Summe handelt, gewährt der Hüso (der Vater Gülos) Feyzo, das Brautgeld in Annuitäten zu bezahlen und möchte, dass der Ağa sich für Feyzo verbürgt. Sollte Feyzo seiner Zahlungsverpflichtung also nicht nachkommen, so sollte Haci Hüso (der Vater Gülos) dennoch nicht leer ausgehen.
Als Feyzo den Ağa bittet, für ihn bei Hüso für eine Bürgschaft anzutreten, sitzt dieser mit Gästen bei einem Tee. Da der Ağa sein Gesicht vor seinen Gästen wahren möchte, willigt er gönnerhaft ein, sich für Feyzo zu verbürgen.
Um einen Teil des Geldes aufzubringen, geht Feyzo in die Stadt, um zu arbeiten. Während seiner Zeit in der Stadt erfährt er von der Arbeiterbewegung, deren Solidarität und den Streiks. Was aber für ihn noch wichtiger ist, ist die Tatsache, dass es kein Brautgeld mehr in der Stadt gibt und das Menschen nur durch ihren eigenen Willen heiraten können.
Feyzos Absicht, diese neuen städtischen Ideale in seinem Dorf einzuführen, enden immer im Chaos, Prügeln und der Verbannung aus dem Dorf durch den Ağa. Da Feyzo aber noch Schulden bei Hüso hat und der Ağa für diese Schulden zur Bürgschaft verpflichtet ist, hebt er die Verbannung für Feyzo immer wieder auf, damit er in das Dorf zurückkehren und seine Schulden bedienen kann.
Zum Schluss bringt Feyzo das ganze Dorf dazu, auszuwandern. Unterwegs aber stellen sich ihnen der Ağa und seine Leute entgegen. Nach einem Gerangel bekommt Feyzo ein Gewehr in die Hand und erschießt den Ağa.

## Hintergrundinformationen
Neben der offensichtlichen Kritik an feudalen Strukturen und an althergebrachten Traditionen, findet in dem Film auch eine Kritik an den strengen Gesetzen für Kommunisten statt. Neben der aufklärerischen Rolle, die den linken Strömungen der Stadt zugeschrieben werden, findet sich eine konkrete Aussage des Ağas als Beleg für diese Kritik. So sagt er in seiner Wut:„Ula şurada 141 142 başsınız!“ (Ihr seid der Grund für 141 142!). Hiermit sind die Paragrafen 141 und 142 des Strafgesetzbuches gemeint, die zu der Zeit gegen Kommunisten zur Anwendung kamen.